# فراسيون منبطح
الفراسيون المنبطح (باللاتينية: Marrubium supinum) نوع نباتي من جنس الفراسيون يتبع الفصيلة الشفوية.

## الموئل والانتشار
موطنه المغرب العربي وإسبانيا.

## مرادفات للاسم العلمي
- (باللاتينية: Marrubium sericeum Boiss.)